# Chichi-jima

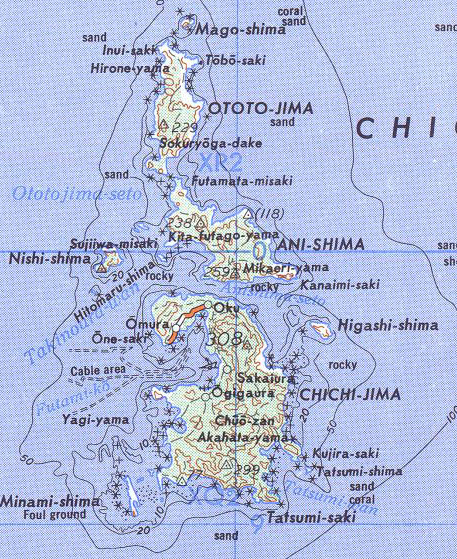
Mapa de Chichi-jima Rettō.

Chichi-jima (父島, Ilha pai), anteriormente conhecida como ilha Peel, é a maior das ilhas do arquipélago das Ogasawara. Chichi Jima dista cerca de 150 milhas de Iwo Jima. Cerca de 2.000 pessoas vivem nos cerca de 24 km² da ilha.